# Aurette
L'Aurette est une rivière française de Normandie, dans le département du Calvados, et un affluent gauche de l'Aure, donc un sous-affluent du fleuve la Vire. 

## Géographie
L'Aurette prend sa source au sud de la commune de Sainte-Honorine-de-Ducy, à 154 m d'altitude, et prend la direction du nord puis du nord-est. Elle se joint aux eaux de l'Aure à Trungy, à 57 m d'altitude, après un parcours de 12,2 kmdans le sud du Bessin.

### Communes et cantons traversés
Dans le seul département du Calvados, l'Aurette traverse les six communes suivantes de Sainte-Honorine-de-Ducy (source), Caumont-sur-Aure, Cahagnolles, Saint-Paul-du-Vernay, Aurseulles, Trungy (confluence). 

### Bassin versant
Son bassin versant est de 29 km2. L'Aurette traverse les trois zones hydrographiques suivantes de « L'Aure du confluent de l'Aurette (exclu) au confluent de la Drôme (exclu) », « L'Aure de sa source au confluent de l'Aurette (exclu) », « L'Aurette de sa source au confluent de l'Aure (exclu) ». 

### Organisme gestionnaire
L'organisme gestionnaire est le Syndicat de la Vire et un SAGE est en cours d'élaboration.

## Affluents
L'Aurette a quatre petits troncons affluents référencés de moins de cinq kilomètres :
- le cours d'eau 01 de la Coudraye (rg[note 1]), 3 km sur les deux communes de Cahagnolles (source et confluence) et de Saint-Paul-du-Vernay, avec un affluent et de rang de Strahler deux :
  - le Fossé 01 de la Dîme (rd), 3 km sur les deux communes de Cahagnolles (confluence) et Foulognes (source).
- le fossé 01 de la Bonne 2 km, sur les deux communes de Saint-Paul-du-Vernay (source) et Aurseulles (confluence).
- le fossé 01 de la Vignais 1,75 km sur la seule commune de Sainte-Honorine-de-Ducy.
- le fossé 01 du Mont Roty 1,55 km sur les deux communes de Caumont-sur-Aure (source) et Sainte-Honorine-de-Ducy (confluence).

### Rang de Strahler
Donc le rang de Strahler de l'Aurette est de trois par le cours d'eau 01 de la Coudraye.

## Hydrologie
Le régime hydrologique est dit pluvial océanique.